# Volodímirivka (Bilohirsk)
Volodímirivka (en ucraïnès: Володимирівка, rus: Владимировка, Vladímirovka) és un poble de la República Autònoma de Crimea a Ucraïna, que el 2014 tenia 182 habitants. Pertany al districte de Bilohirsk.